# Pau I de Rússia
Pau I de Rússia (rus: Павел Петрович Романов)  (Sant Petersburg, 20 de setembre de 1754 (Julià) - Sant Petersburg, 11 de març de 1801 (Julià)) fou tsar de Rússia des de l'any 1796 i fins a l'any 1801, any en què fou assassinat. Membre de la dinastia dels Romànov.

## Primers anys
Nascut al Palau d'Estiu de Sant Petersburg l'any 1754, sent fill del tsar Pere III de Rússia i de la tsarina Caterina II de Rússia. Malgrat tot, molt s'ha especulat sobre el vertader pare de Pere que s'atribueix a l'amant de Caterina, Sergei Saltikov. Entre altres motius que recolzen aquesta tesi hom hi pot trobar els rumors sobre la possible esterilitat del tsar Pere III de Rússia escampats pels partidaris de Caterina i que pretenia perjudicar els drets dinàstics de Pau a la Corona imperial russa.
Durant la seva infantesa fou educat al costat de la seva bestia, la tsarina Elisabet I de Rússia. Aviat donà proves de ser un vailet intel·ligent i fins i tot atractiu. Arran d'aquesta separació i els fets ocorreguts l'any 1762 la separació entre Pau i la seva pròpia mare es feu cada vegada més importants i acabà resultant insalvable. Tot i així, aquesta concepció de les relacions entre mare i fill es veuen en dubte pels comentaris expressats per lord Buckinghamshire, ambaixador anglès a la Cort de Sant Petersburg que afirmà que malgrat els comentaris Caterina posà en mans d'excel·lents tutors al seu fill, li proporcionà un magnífic casament i li permeté assistir al Consell d'Estat.

## Núpcies i descendència
Pau es casà l'any 1773 amb la princesa Guillemina de Hessen-Darmstadt, filla del landgravi de Hessen-Darmstadt i que assumí el nom de Natàlia Alexeievna. Natàlia morí escassos mesos després mentre anava de part, malgrat els esforços no s'aconseguí salvar a la criatura.
L'any 1776, Pau es casà amb la princesa Sofia de Württemberg, filla del duc Frederic II Eugeni de Württemberg i de Frederica de Brandenburg-Schwedt. Sofia era una dona molt activa i que ràpidament s'adaptà a la política i a les intrigues de la cort santpetersburguesa. La parella tingué els següents fills:
- SM el tsar Alexandre I de Rússia nat a Sant Petersburg el 1777 i mort el 1825 a Taganrog. Es casà amb la princesa Lluïsa de Baden.

- SAI el gran duc Constantí de Rússia nat a Tsàrskoie Seló el 1779 i mort el 1831 a Vítsiebsk de colera. Es casà en primeres núpcies amb la princesa Juliana de Saxònia-Coburg-Saalfeld, i en segones núpcies amb Joana Grudna-Grudczinska, princesa Lowiczka.

- SAI la gran duquessa Alexandra de Rússia nada el 1783 a Sant Petersburg i morta el 1801 a Viena. Es casà amb l'arxiduc Josep Antoni d'Àustria, palatí d'Hongria.

- SAI la gran duquessa Helena de Rússia nada a Sant Petersburg el 1784 i morta el 1803 a Ludwiglust. Es casà amb el gran duc Frederic Lluís de Mecklenburg-Schwerin.

- SAI la gran duquessa Maria de Rússia nata a Sant Petersburg el 1786 i morta al Belvedere de Weimar el 1859 Es casà amb el gran duc Carles Frederic I de Saxònia-Weimar-Eisenach.

- SAI la gran duquessa Caterina de Rússia, nada a Sant Petersburg el 1788 i morta el 1819 a Stuttgart. Es casà amb el duc Jordi d'Oldenburg i en segones núpcies amb el rei Guillem I de Württemberg

- SAI la gran duquessa Olga de Rússia nascuda el 1782 i morta el 1825 a Sant Petersburg.

- SAI la gran duquessa Anna de Rússia nada a Sant Petersburg el 1795 i mort a La Haia el 1865. Es casà amb el rei Guillem II dels Països Baixos.

- SM el tsar Nicolau I de Rússia nat el 1796 a Tsàrskoie Seló i mort el 1855 a Sant Petersburg. Es casà amb la princesa Carlota de Prússia.

- SAI el gran duc Miquel de Rússia nat a Sant Petersburg el 1798 i mort el 1849 a Varsòvia. Es casà amb la princesa Carlota de Württemberg.

## Accés al tron
A partir de 1776 els temors de caure assassinat eren més importants, i la creencça que la seva mare era darrere dels intents més significativa. A mesura que creixeren aquests sospites, Caterina allunyà de la Cort al seu fill i l'expulsà del Consell d'Estat.
Durant el bienni 1781 - 1782 la parella es dedicà a la representació de l'Imperi Rus a Europa viatjant per la majoria de les corts europees. L'any 1783, Pau rebé la propietat de Gàtxina de mans de la seva mare on hi formà un esquadró de soldats que seguien el model militar prussià. Anys abans, coincidint amb el naixement del gran duc i futur tsar Alexandre I de Rússia, Pau rebé la propietat de Pavlovsk.
Amb la mort de la tsarina Caterina II de Rússia el dia 5 de novembre de l'any 1796, Pau accedí al tron de Rússia amb el nom de Pau I. La primera acció que cometé Pau fou la destrucció del testament de Caterina, ja que corrien rumors sobre els desitjos de la tsarina d'apartar del tron a Pau per facilitar l'accés a Alexandre, fill de Pau i net de Caterina. Aquestes pors contribuïren en la publicació de les Lleis Paulines les quals establiren principis estrictes de primogenitura dins de la Casa Reial dels Romanov.

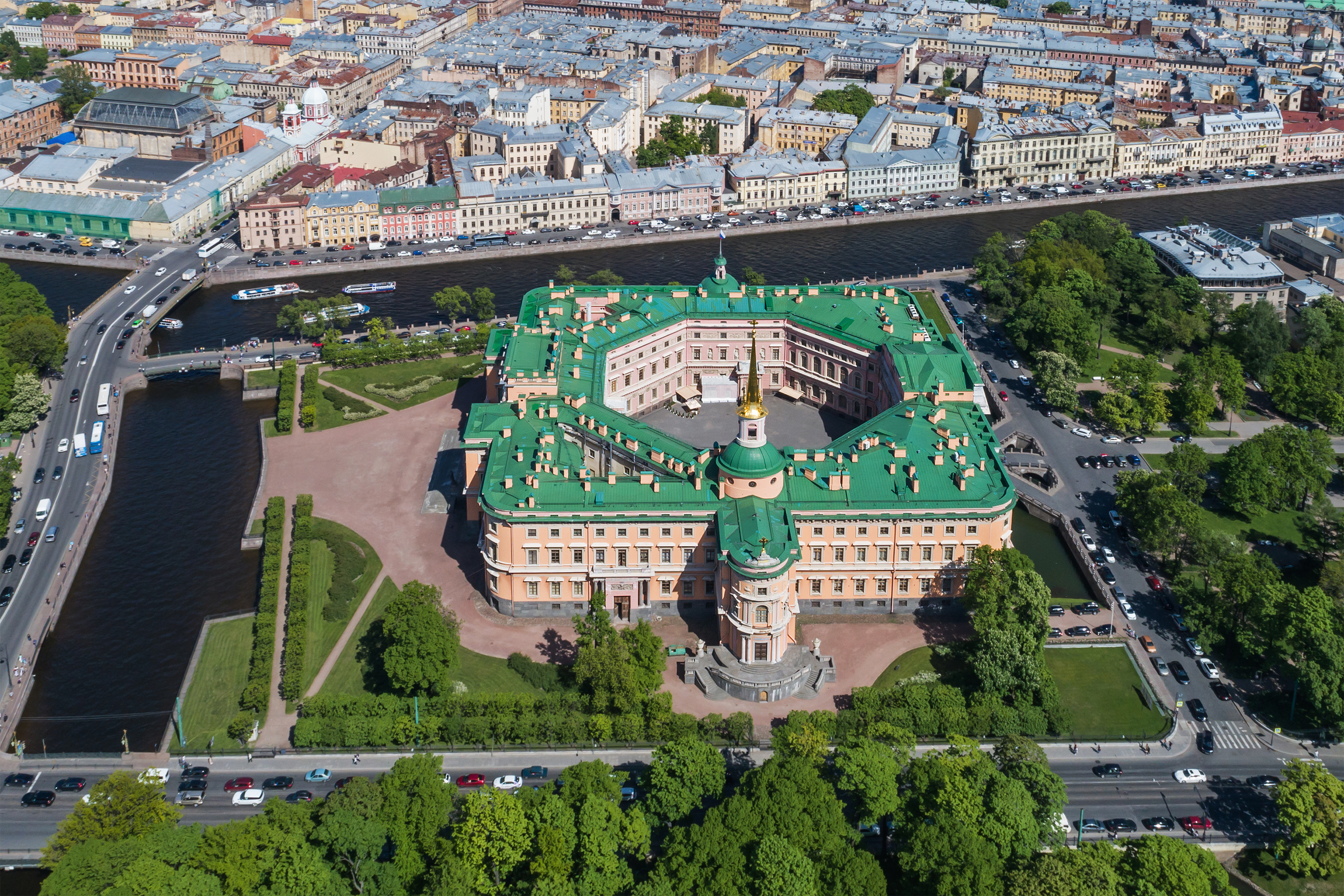
El castell de Saint Michael on Pau fou assassinat.

## Regnat
Durant el primer any de regnat, Pau capgirà algunes polítiques portades a terme per la seva mare. Tot i que acusà de jacobí i exilià a gent pel simple fet d'anar vestits a la moda de París o llegir llibres francesos, ell permeté el retorn de l'exili siberià de Radishchev, el millor crític de la figura de Caterina. Pau exhumà les restes mortals del seu pare i les enterrà amb tota la pompa a la Catedral de Pere i Pau de Sant Petersburg, i davant dels rumors molt estesos sobre qui era el seu pare, Pau al·legà ser descendent del tsar Pere I de Rússia tant per part de pare com per part de mare, tenint, per tant, drets inal·lienables a dirigir Rússia.
Les acusacions de corrupció i d'excentricitats colpejaren fort la seva imatge pública. Pau elevà a la categoria de princesa a la seva amant, Anna Lopukhina. Pau era capaç d'una gran generositat i repartí més serfs entre les seves amants durant cinc anys que la seva mare en trenta-quatre anys de regnat.
La conducta independent de Pau durant el seu regnat en matèria d'afers exteriors van portar al país a participar en la Segona Coalició contra la França revolucionària l'any 1798, enviat a Suvorov a Suïssa per lluitar contra Napoleó per terra i a Uixakov al Mediterrani per ajudar Horatio Nelson. Malgrat les victòries recollides pels exèrcit russos, Pau decidí retirar el suport als britànics i s'apartà de la Coalició.
Sembla que Pau actuava per passions personals, el canvi d'opinió vers la coalició es degué al fet que el Regne Unit s'apoderà de l'illa de Malta, seu tradicional dels hospitalers que es veieren obligats a refugiar-se a Roma per qui Pau sentia un especial interès. A partir d'aquest moment cresqué l'interès de Pau per assaltar amb una expedició naval conjunta amb França les illes britàniques però una nova follia del tsar, enviar una expedició de cosacs a combatre els anglesos a l'Índia l'apartà d'aquest objectiu.
Pel que fa a l'Orde de Malta, quan l'illa va caure en mans franceses, va rebre el Gran Mestre, Ferdinand von Hompesch zu Bolheim, a Sant Petersburg i el va protegir, fins que aquest va abdicar en la figura del Tsar. Fins i tot, un cop mort, el noble rus Nikolai Saltikov, va succeir Pau I al capdavant de l'Orde.

## Mort
L'any 1801 Pau era vilment assassinat. Les seves temptatives de militaritzar la noblesa a l'estil prussià provocaren molts sentiments en contra de l'emperador a la cort palatina. Moltes de les seves polítiques foren vistes amb preocupació per la noblesa. La conspiració de l'assassinat del tsar fou organitzada pel comte Peter von der Pahlen, Nikita Petróvitx Panin i l'almirall català Josep de Ribas i Boyons. L'11 de març de l'any 1801 Pau fou assassinat a la seva habitació del Castell de Sant Michael per un grup de soldats capitanejats pel general d'origen hannoverià Bennigsen. Abans de matar-lo l'obligaren a signar la seva abdicació en favor del seu fill, el tsar Alexandre I de Rússia.